# Васильєв Єрофей Корнійович
Єрофе́й Корні́йович Васи́льєв (нар. 1 липня 1943 — 15 травня 2014) — актор Іркутського театру музичної комедії (Росія), заслужений артист РРФСР (28.11.1991), громадський діяч.

## Біографія
Народився 1 липня 1943 року в с. Грубна Сокирянського району Чернівецької області (Україна). У 1973 р. закінчив Одеську консерваторію (з 2012 р. — Одеська державна музична академія імені А. В. Нежданової). Працював у Ризі. У 1974 р. разом з сім'єю переїхав в Іркутськ на особисте запрошення директора Музичного театру М. М. Загурського, де працював усі роки і на сцені театру зіграв понад 150 ролей. Єрофей Корнійович був одним із засновників Національного центру українців «Клеки» в 1991 році, який пізніше був перейменований в «Дніпро» і очолював його дванадцять років (2000—2012). У 2008 р. на базі центру почала діяти суботня українська школа, де він разом з Галиною Вакуліною вели уроки по вивченню української мови, культури й історії народу. Був профспілковим лідером театру впродовж десятка років. Помер актор 15 травня 2014 р., похований 19 травня на кладовищі «Покровский погост» в Іркутську.

## Творчість
Володів великим концертним репертуаром, виконавець російських романсів і народних пісень. Як наставник молоді, багато років вів майстер-клас вокалу в театрі, працював зі студентами, виховав плеяду співаків.
Зіграв основні ролі в театральних виставах: «Принцесса цирка», «Баядера», «Летучая мышь», «Графиня Марица», «Цыганский барон», «Весёлая вдова», «Сильва», «Травиата», «Кармен», «Паяцы», «Дон Паскуале», «Браво, мама!», «Алеко», «Каменный гость», «Прекрасная Елена», «Бабий бунт», «Товарищ Любовь» та інших.